# Oštra Luka (kommun)
Oštra Luka är en kommun i Bosnien och Hercegovina. Den är belägen i Republika Srpska, i den nordvästra delen av landet, 160 km nordväst om huvudstaden Sarajevo.